# Circonscription électorale des îles Baléares
La circonscription électorale des îles Baléares est l'une des cinquante-deux circonscriptions électorales espagnoles utilisées comme divisions électorales pour les élections générales espagnoles.
Elle correspond géographiquement aux îles Baléares.

## Historique
Elle est instaurée en 1977 par la loi pour la réforme politique puis confirmée avec la promulgation de la Constitution espagnole qui précise à l'article 68 alinéa 2 que chaque province constitue une circonscription électorale.

## Congrès des députés

### Synthèse
|             |       | 1977 | 1979 | 1982 | 1986 | 1989 | 1993 | 1996 | 2000 | 2004 | 2008 | 2011 | 2015 | 2016 | 04/19 | 11/19 | 2023 |
| ----------- | ----- | ---- | ---- | ---- | ---- | ---- | ---- | ---- | ---- | ---- | ---- | ---- | ---- | ---- | ----- | ----- | ---- |
| UCD         |       | 4    | 4    |      |      |      |      |      |      |      |      |      |      |      |       |       |      |
| AP & alliés |       |      |      | 3    | 3    |      |      |      |      |      |      |      |      |      |       |       |      |
| PSOE        |       | 2    | 2    | 3    | 3    | 3    | 3    | 3    | 2    | 4    | 4    | 3    | 2    | 2    | 3     | 2     | 3    |
| PP          |       |      |      |      |      | 3    | 4    | 4    | 5    | 4    | 4    | 5    | 3    | 3    | 1     | 2     | 3    |
| Podemos     |       |      |      |      |      |      |      |      |      |      |      |      | 2    | 2    | 2     | 2     |      |
| Ciudadanos  |       |      |      |      |      |      |      |      |      |      |      |      | 1    | 1    | 1     |       |      |
| Vox         |       |      |      |      |      |      |      |      |      |      |      |      |      |      | 1     | 2     | 1    |
| Sumar       |       |      |      |      |      |      |      |      |      |      |      |      |      |      |       |       | 1    |
|             |       |      |      |      |      |      |      |      |      |      |      |      |      |      |       |       |      |
| Total       | Total | 6    | 6    | 6    | 6    | 6    | 7    | 7    | 7    | 8    | 8    | 8    | 8    | 8    | 8     | 8     | 8    |

### 1977
| Parti | Parti | Députés                                                                                        |
| ----- | ----- | ---------------------------------------------------------------------------------------------- |
| UCD   |       | Raimundo Clar Garau, Santiago Rodríguez-Miranda Gómez, Miguel Durán Pastor, Francisco Gari Mir |
| PSOE  |       | Félix Pons, Emilio Alonso Sarmiento                                                            |

### 1979
| Parti | Parti | Députés                                                                                 |
| ----- | ----- | --------------------------------------------------------------------------------------- |
| UCD   |       | Íñigo Cavero, Miguel Durán Pastor, Santiago Rodríguez-Miranda Gómez, Francisco Gari Mir |
| PSOE  |       | Félix Pons, Emilio Alonso Sarmiento                                                     |

- Emilio Alonso (PSOE) est remplacé en novembre 1980 par Joan Francesc Triay Llopis.

### 1982
| Parti  | Parti | Députés                                                      |
| ------ | ----- | ------------------------------------------------------------ |
| PSOE   |       | Gregorio Mir Mayol, Juan Ramallo Massanet, Jaime Ribas Prats |
| AP-PDP |       | Abel Matutes, José Cañellas Fons, Ricardo Squella Martorell  |

- Abel Matutes (AP) est remplacé en mars 1986 par María Valls Bertrand.

### 1986
| Parti     | Parti | Députés                                                                        |
| --------- | ----- | ------------------------------------------------------------------------------ |
| PSOE      |       | Félix Pons, Juan Ramallo Massanet, Enric Ribas Marí                            |
| AP-PDP-PL |       | José Cañellas Fons (AP), Juan Casals Thomas (PDP), Enrique Ramón Fajarnés (AP) |

- Juan Casals (PDP) est remplacé en mars 1989 par Juan Antonio Noguera Torres (PL).

### 1989
| Parti | Parti | Députés                                                             |
| ----- | ----- | ------------------------------------------------------------------- |
| PSOE  |       | Félix Pons, Emilio Alonso Sarmiento, Antonio Costa Costa            |
| PP    |       | José Cañellas Fons, Enrique Ramón Fajarnés, Adolfo Vilafranca Bosch |

### 1993
| Parti | Parti | Députés |
| ----- | ----- | --- |
| PP    |       | Francesc Gilet Gilart, María Luisa Cava de Llano Carrió, Adolfo Vilafranca Bosch, Joaquín Cotoner Goyeneche |
| PSOE  |       | Félix Pons, Antonio Costa Costa, Alberto Moragues Gomila                                                    |

### 1996
| Parti | Parti | Députés                                                                                                  |
| ----- | ----- | --- |
| PP    |       | Eduardo Gamero Mir, María Luisa Cava de Llano Carrió, Cristóbal Juan Pons Franco, Pedro Cantarero Verger |
| PSOE  |       | Teresa Riera, Antonio Costa Costa, Alberto Moragues Gomila                                               |

### 2000
| Parti      | Parti | Députés |
| ---------- | ----- | --- |
| PP         |       | Rosa Estaràs, María Luisa Cava de Llano Carrió, Juan Salord Torrent, Miguel Ángel Martín Soledad, Antonia Febrer Santandreu |
| PSOE-Prog. |       | Teresa Riera, Alberto Moragues Gomila                                                                                       |

- Luisa Cava de Llano (PP) est remplacée en juin 2000 par Francisca Pol Cabrer.
- Rosa Estaràs (PP) est remplacée en juin 2003 par Damián Ripoll Gálvez.

### 2004
| Parti | Parti | Députés                                                                                           |
| ----- | ----- | ------------------------------------------------------------------------------------------------- |
| PSOE  |       | Francesc Antich, María Gràcia Muñoz Salvà, José Ramón Mateos Martín, Isabel María Oliver Sagreras |
| PP    |       | Maria Salom, Enrique Fajarnés Ribas, Juan Salord Torrent, Miguel Ángel Martín Soledad             |

- Francesc Antich (PSOE) est remplacé en juin 2007 par Miriam Muñoz Resta.

### 2008
| Parti | Parti | Députés                                                                                    |
| ----- | ----- | ------------------------------------------------------------------------------------------ |
| PP    |       | Maria Salom, Enrique Fajarnés Ribas, Juan Carlos Grau Reinés, María Antonia Mercant Nadal  |
| PSOE  |       | Antonio Garcías Coll, María Gràcia Muñoz Salvà, José Manuel Bar Cendón, Miriam Muñoz Resta |

- Antonio Garcías (PSOE) est remplacé en février 2009 par Pablo Martín Peré.
- Maria Salom (PP) est remplacée en juin 2011 par Carmen Feliu Álvarez de Sotomayor.

### 2011
| Parti | Parti | Députés |
| ----- | ----- | --- |
| PP    |       | Miquel Ramis, Enrique Fajarnés Ribas, Juan Carlos Grau Reinés, Isabel Borrego, María de la O Ares Martínez-Fortún |
| PSOE  |       | Pablo Martín Peré, Sofía Hernanz, Guillem García Gasulla                                                          |

- Isabel Borrego (PP) est remplacée en janvier 2012 par Rogelio Araújo Gil.

### 2015
| Parti   | Parti | Députés                                                     |
| ------- | ----- | ----------------------------------------------------------- |
| PP      |       | Mateu Isern, José Vicente Marí Bosó, Águeda Reynés Calvache |
| Podemos |       | Juan Pedro Yllanes, Mae De la Concha                        |
| PSOE    |       | Ramón Antonio Socías Puig, Sofía Hernanz                    |
| Cs      |       | Fernando Navarro Fernández-Rodríguez                        |

### 2016
| Parti | Parti | Députés                                                            |
| ----- | ----- | ------------------------------------------------------------------ |
| PP    |       | Teresa Palmer Tous, José Vicente Marí Bosó, Águeda Reynés Calvache |
| UP    |       | Juan Pedro Yllanes, Mae De la Concha                               |
| PSOE  |       | Pere Joan Pons Sampietro, Sofía Hernanz                            |
| Cs    |       | Fernando Navarro Fernández-Rodríguez                               |

### Avril 2019
| Parti | Parti | Députés                                                   |
| ----- | ----- | --------------------------------------------------------- |
| PSOE  |       | Pere Joan Pons Sampietro, Sofía Hernanz, Pau Morlà Florit |
| UP    |       | Antonia Jover Diaz, Lucía Miriam Muñoz Dalda              |
| Cs    |       | Joan Mesquida Ferrando                                    |
| PP    |       | Margalida Prohens Rigo                                    |
| Vox   |       | Magdalena Margarita Contestí Rosselló                     |

### Novembre 2019
| Parti | Parti | Députés                                             |
| ----- | ----- | --------------------------------------------------- |
| PSOE  |       | Pere Joan Pons Sampietro, Sofía Hernanz             |
| PP    |       | Margalida Prohens Rigo, Miguel Ángel Jerez Juan     |
| UP    |       | Antonia Jover Diaz, Lucía Miriam Muñoz Dalda        |
| Vox   |       | Antonio Salvá Verd, Patricia de las Heras Fernández |

- Antonia Jover (UP) est remplacée en mai 2023 par Jorge Rosselló Bouso (IU).
- Marga Prohens (PP) est remplacée en mai 2023 par Carlos Martínez de Tejada Pérez.

### 2023
| Parti | Parti | Députés                                                                |
| ----- | ----- | ---------------------------------------------------------------------- |
| PP    |       | José Vicente Marí Bosó, Sandra Fernández Herranz, Joan Mesquida Mayans |
| PSOE  |       | Francina Armengol, Pepe Mercadal Baquero, Milena Herrera García        |
| Sumar |       | Vicenç Vidal Matas                                                     |
| Vox   |       | Jorge Campos Asensi                                                    |